# Conclaaf van 1978 (augustus)
Het conclaaf van augustus 1978 werd gehouden na het overlijden van paus Paulus VI. Het conclaaf was zeer kort: het begon op 25 augustus en werd een dag later afgesloten met de verkiezing van kardinaal Albino Luciani, die de naam Johannes Paulus I aannam. Het was het eerste conclaaf waaraan - op grond van hetgeen paus Paulus VI had bepaald in zijn motu proprio Ingravescentem Ætatem kardinalen van 80 jaar en ouder niet mochten deelnemen.
Albino Luciani werd naar verluidt al na de vierde stemronde gekozen. Hij was evenwel allerminst als papabile het conclaaf binnengegaan. Dat waren wel de "conservatieve" aartsbisschop van Genua, Giuseppe Siri en de heel wat "liberalere" aartsbisschop van Florence, Giovanni Benelli. Ook de Milanese aartsbisschop Sergio Pignedoli gooide vooraf hoge ogen
Verschillende auteurs hebben zich er aan gewaagd veronderstellingen naar voren te brengen aangaande een mogelijke reconstructie van dit conclaaf. Zo schreef de Britse thrillerauteur David Yallop een boek over de plotselinge dood van Johannes Paulus I, onder de omineuze titel In God's name : an investigation into the murder of Pope John Paul I. Veruit het best gedocumenteerd op dit punt lijkt Burkle-Young, die in zijn boek The passing of the Keys aannemelijk maakt dat de voornaamste kandidaat van de behoudende vleugel Giuseppe Siri was, terwijl Sergio Pignedoli de kandidaat van de meer progressieve kardinalen was. Omdat beiden ook op heel veel weerstand stuitten, lukte het de aartsbisschop van Florence, kardinaal Giovanni Benelli om Luciani naar voren te schuiven als compromiskandidaat. Daarbij sprak in Luciani's voordeel dat hij een goede vriend was van de Braziliaanse kardinaal Aloísio Lorscheider en ook dat Luciani, toen hij nog bisschop van Vittorio Veneto was, goede banden had aangeknoopt met de Kerk in Afrika. Luciani was bovendien een relatief onbekende, en had dus weinig vijanden.

## Reconstructie van de vier stemrondes
Volgens de reconstructie, gemaakt door Francis A. Burkle-Young, verliepen de stemrondes als volgt:
| Kandidaat             | Stemmen eerste ronde | Stemmen tweede ronde | Stemmen derde ronde | Stemmen vierde ronde |
| --------------------- | -------------------- | -------------------- | ------------------- | -------------------- |
| Giuseppe Siri         | 25                   | 24                   | -                   | -                    |
| Albino Luciani        | 23                   | 53                   | 92                  | 102                  |
| Sergio Pignedoli      | 18                   | 15                   | 17                  | -                    |
| Sebastiano Baggio     | 9                    | 4                    | -                   | -                    |
| Franz König           | 8                    | -                    | -                   | -                    |
| Paolo Bertoli         | 5                    | -                    | -                   | -                    |
| Eduardo Pironio       | 4                    | -                    | -                   | -                    |
| Pericle Felici        | 2                    | 3                    | -                   | -                    |
| Aloísio Lorscheider   | 2                    | 4                    | 2                   | 1                    |
| Joseph Cordeiro       | -                    | 4                    | -                   | -                    |
| Karol Woytiła         | -                    | 4                    | -                   | -                    |
| 15 x 1 stem           | 15                   | -                    | -                   | -                    |
| Nemini (Voor niemand) | -                    | -                    | -                   | 8                    |
| totaal                | 111                  | 111                  | 111                 | 111                  |

De laatste - vierde stemronde - was eigenlijk niet meer nodig. Uitgaande van de richtlijnen die Paulus VI dienaangaande had opgesteld zou een legitieme verkiezing al tot stand gekomen zijn wanneer een kandidaat 2/3 + 1 stem zou hebben gehaald. Dat was bij 75 stemmen al het geval, dus de 92 die Luciani na de derde ronde al op zich verenigd zag waren dan zeker voldoende. Niettemin is aannemelijk dat Luciani, zoals bij eerdere conclaven vaker voorgekomen is, zelf een vierde ronde heeft aangevraagd, om er zeker van te zijn dat hij daadwerkelijk voldoende steun genoot.

## Trivia
Dit conclaaf speelt ook een belangrijke rol in het verhaal van Francis Ford Coppola's derde deel van de film The Godfather.

## Bekende kiesgerechtigden
- Karol kardinaal Wojtyła, Aartsbisschop van Krakau
- Joseph kardinaal Ratzinger, Aartsbisschop van München en Freising